# Krassingar
Krassingar (Lepidium) är ett släkte av korsblommiga växter. Krassingar ingår i familjen korsblommiga växter.

## Bildgalleri

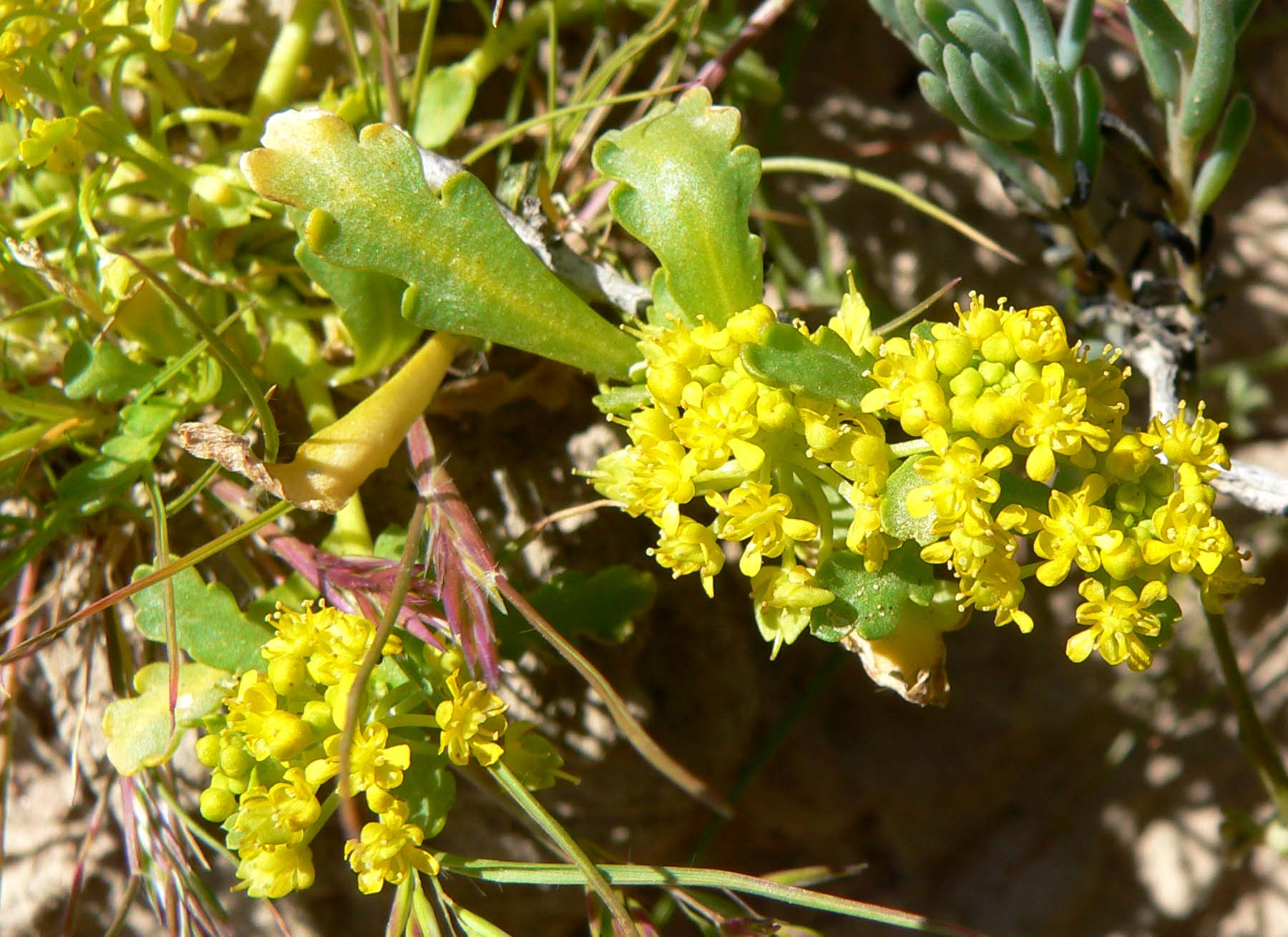
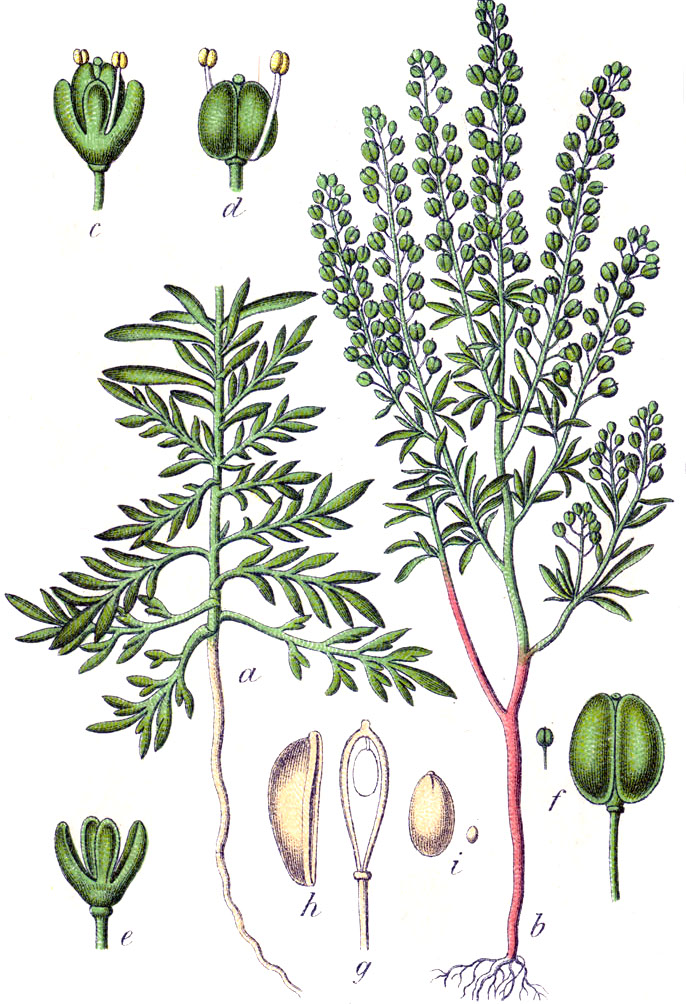
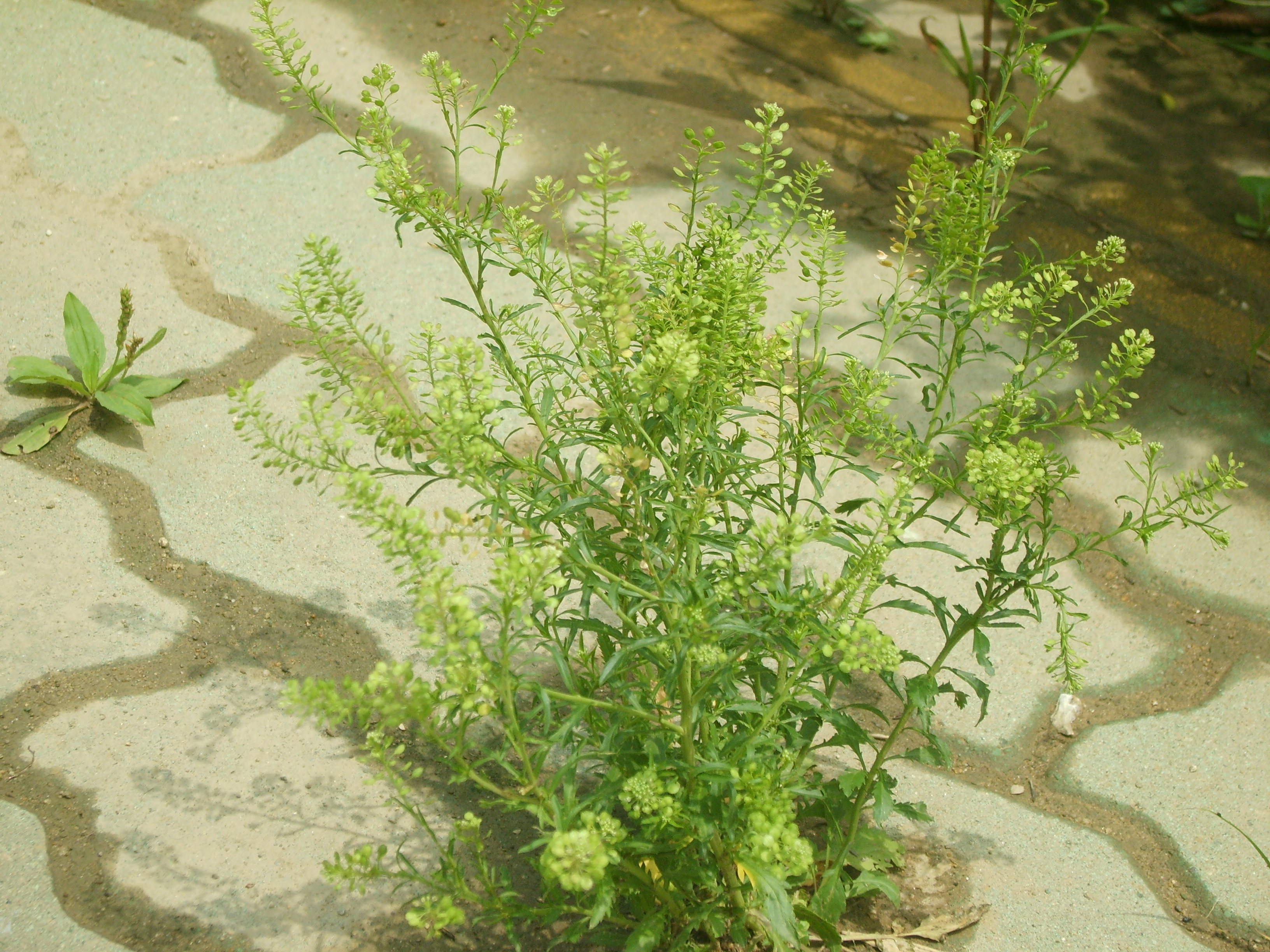
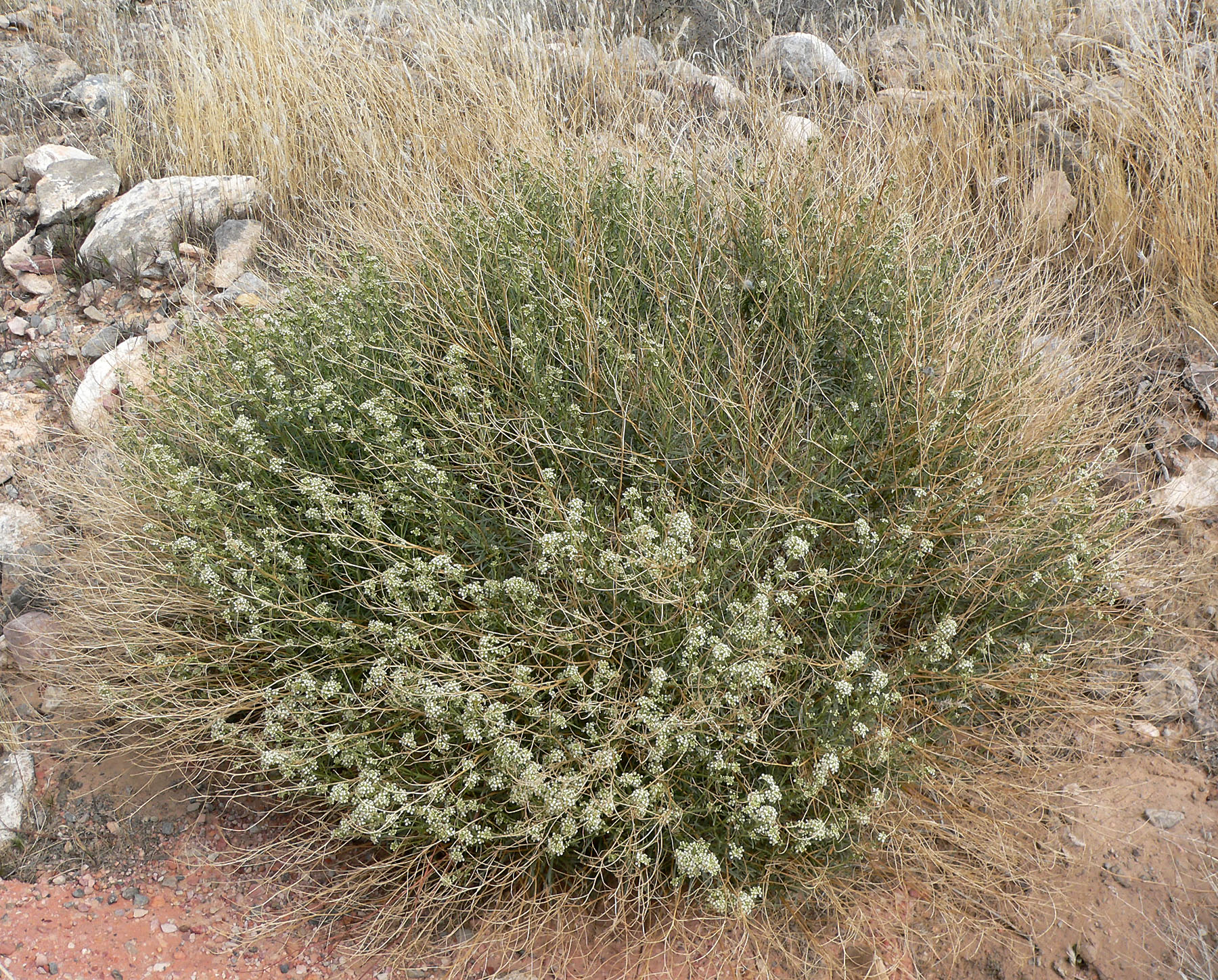
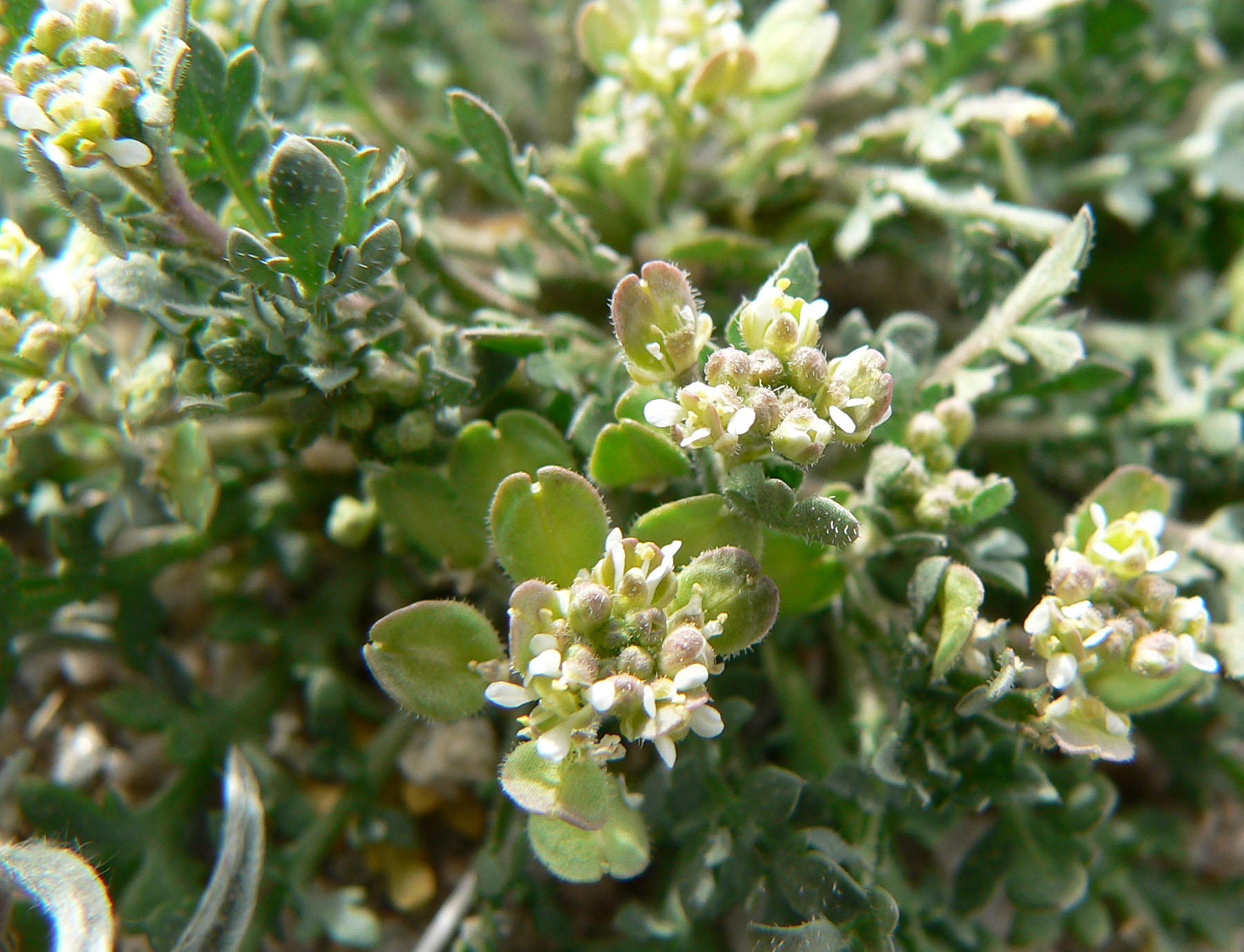
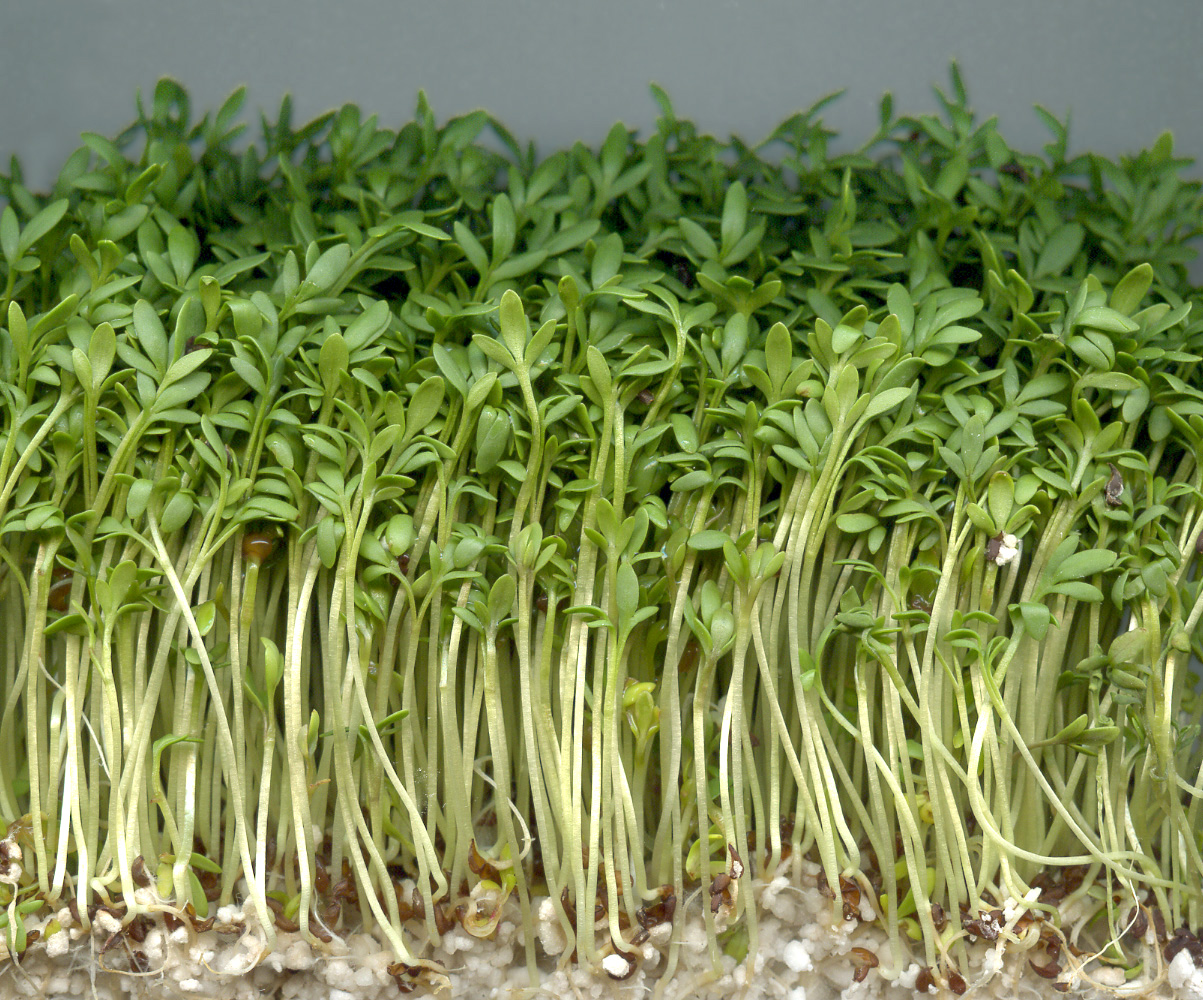

## Dottertaxa till Krassingar, i alfabetisk ordning[1]
- Lepidium abrotanifolium
- Lepidium acutidens
- Lepidium affghanum
- Lepidium affine
- Lepidium africanum
- Lepidium alashanicum
- Lepidium aletes
- Lepidium alluaudii
- Lepidium altissimum
- Lepidium alyssoides
- Lepidium amplexicaule
- Lepidium angolense
- Lepidium angustissimum
- Lepidium apetalum
- Lepidium appelianum
- Lepidium arbuscula
- Lepidium argentinum
- Lepidium armoracia
- Lepidium aschersonii
- Lepidium aucheri
- Lepidium auriculatum
- Lepidium austrinum
- Lepidium banksii
- Lepidium barnebyanum
- Lepidium basuticum
- Lepidium beamanii
- Lepidium beckii
- Lepidium bidentatum
- Lepidium bidentoides
- Lepidium bipinnatifidum
- Lepidium bipinnatum
- Lepidium biplicatum
- Lepidium boelckeanum
- Lepidium boelckei
- Lepidium bonariense
- Lepidium botschantsevianum
- Lepidium brachyotum
- Lepidium bupleuroides
- Lepidium burkartii
- Lepidium buschianum
- Lepidium campestre
- Lepidium capense
- Lepidium capitatum
- Lepidium cardamines
- Lepidium cardiophyllum
- Lepidium cartilagineum
- Lepidium catapycnon
- Lepidium chalepense
- Lepidium chichicara
- Lepidium cordatum
- Lepidium coronopifolium
- Lepidium coronopus
- Lepidium costaricense
- Lepidium crenatum
- Lepidium culminicolum
- Lepidium cumingianum
- Lepidium cuneiforme
- Lepidium curicoanum
- Lepidium cyclocarpum
- Lepidium danielsii
- Lepidium davisii
- Lepidium demissum
- Lepidium densiflorum
- Lepidium depressum
- Lepidium deserti
- Lepidium desertorum
- Lepidium desvauxii
- Lepidium dictyotum
- Lepidium didymum
- Lepidium divaricatum
- Lepidium draba
- Lepidium drummondii
- Lepidium eastwoodiae
- Lepidium echinatum
- Lepidium ecklonii
- Lepidium ecuadoriense
- Lepidium englerianum
- Lepidium fasciculatum
- Lepidium ferganense
- Lepidium filicaule
- Lepidium filisegmentum
- Lepidium flavum
- Lepidium flexicaule
- Lepidium flexuosum
- Lepidium foliosum
- Lepidium fraseri
- Lepidium fremontii
- Lepidium genistoides
- Lepidium gerloffianum
- Lepidium ginninderrense
- Lepidium glastifolium
- Lepidium gracile
- Lepidium graminifolium
- Lepidium grandifructum
- Lepidium heterophyllum
- Lepidium hirtum
- Lepidium horstii
- Lepidium howei-insulae
- Lepidium huberi
- Lepidium hypenantion
- Lepidium integrifolium
- Lepidium inyangense
- Lepidium jaredii
- Lepidium jarmolenkoi
- Lepidium johnstonii
- Lepidium jujuyanum
- Lepidium kalenbornii
- Lepidium karataviense
- Lepidium karelinianum
- Lepidium kawarau
- Lepidium keniense
- Lepidium kirkii
- Lepidium lacerum
- Lepidium laeteviride
- Lepidium lasiocarpum
- Lepidium latifolium
- Lepidium latipes
- Lepidium lepidioides
- Lepidium leptopetalum
- Lepidium linifolium
- Lepidium litwinowii
- Lepidium longifolium
- Lepidium lyratogynum
- Lepidium maccowagei
- Lepidium matau
- Lepidium merrallii
- Lepidium meyenii
- Lepidium meyeri
- Lepidium minor
- Lepidium minutiflorum
- Lepidium monoplocoides
- Lepidium montanum
- Lepidium morrisonii
- Lepidium mossii
- Lepidium muelleriferdinandi
- Lepidium mummenhoffianum
- Lepidium myrianthum
- Lepidium myriocarpum
- Lepidium nanum
- Lepidium naufragorum
- Lepidium navasii
- Lepidium nesophyllum
- Lepidium niloticum
- Lepidium nitidum
- Lepidium oblongum
- Lepidium obtusatum
- Lepidium obtusum
- Lepidium oleraceum
- Lepidium ostleri
- Lepidium owaihiense
- Lepidium oxycarpum
- Lepidium oxytrichum
- Lepidium paniculatum
- Lepidium papilliferum
- Lepidium papillosum
- Lepidium parodii
- Lepidium paysonii
- Lepidium pedicellosum
- Lepidium peregrinum
- Lepidium perfoliatum
- Lepidium persicum
- Lepidium peruvianum
- Lepidium philippianum
- Lepidium phlebopetalum
- Lepidium pholidogynum
- Lepidium pinnatifidum
- Lepidium pinnatum
- Lepidium platypetalum
- Lepidium pseudodidymum
- Lepidium pseudohyssopifolium
- Lepidium pseudopapillosum
- Lepidium pseudoruderale
- Lepidium pseudotasmanicum
- Lepidium puberulum
- Lepidium pubescens
- Lepidium quitense
- Lepidium rahmeri
- Lepidium raimondii
- Lepidium ramosissimum
- Lepidium remyi
- Lepidium rhytidocarpum
- Lepidium rigidum
- Lepidium robustum
- Lepidium rotundum
- Lepidium rubtzovii
- Lepidium ruderale
- Lepidium sagittatum
- Lepidium sagittulatum
- Lepidium sativum
- Lepidium scabrifructum
- Lepidium scandens
- Lepidium schaffneri
- Lepidium schinzii
- Lepidium schlechteri
- Lepidium seravschanicum
- Lepidium serra
- Lepidium serratum
- Lepidium sisymbrioides
- Lepidium solomonii
- Lepidium songaricum
- Lepidium sordidum
- Lepidium spathulatum
- Lepidium spicatum
- Lepidium spinosum
- Lepidium steinbachii
- Lepidium strictum
- Lepidium strongylophyllum
- Lepidium stuckertianum
- Lepidium subalpinum
- Lepidium subcordatum
- Lepidium subulatum
- Lepidium subvaginatum
- Lepidium suluense
- Lepidium tandilense
- Lepidium tayloriae
- Lepidium tenuicaule
- Lepidium thurberi
- Lepidium tianschanicum
- Lepidium tiehmii
- Lepidium tofaceum
- Lepidium tolmaczovii
- Lepidium transvaalense
- Lepidium trautvetteri
- Lepidium trianae
- Lepidium uzbekistanicum
- Lepidium weddellii
- Lepidium vesicarium
- Lepidium villarsii
- Lepidium violaceum
- Lepidium virginicum
- Lepidium xylodes
- Lepidium zambiensis